# Могіган-Лейк (Нью-Йорк)
Могіґан-Лейк (англ. Mohegan Lake) — переписна місцевість (CDP) в США, в окрузі Вестчестер штату Нью-Йорк. Населення — 5896 осіб (2020).

## Географія
Могіґан-Лейк розташований за координатами 41°18′42″ пн. ш. 73°50′51″ зх. д. / 41.31167° пн. ш. 73.84750° зх. д. (41.311743, -73.847463).  За даними Бюро перепису населення США в 2010 році переписна місцевість мала площу 7,96 км², з яких 7,45 км² — суходіл та 0,51 км² — водойми.

## Демографія
Згідно з переписом 2010 року, у переписній місцевості мешкало 6010 осіб у 2029 домогосподарствах у складі 1539 родин. Густота населення становила 755 осіб/км².  Було 2167 помешкань (272/км²).
Расовий склад населення:
| - 82,2 % — білих - 6,6 % — чорних або афроамериканців - 4,4 % — азіатів - 0,3 % — корінних американців - 4,1 % — осіб інших рас |

До двох чи більше рас належало 2,3 %. Частка іспаномовних становила 16,2 % від усіх жителів.
За віковим діапазоном населення розподілялося таким чином: 26,5 % — особи молодші 18 років, 62,1 % — особи у віці 18—64 років, 11,4 % — особи у віці 65 років та старші. Медіана віку мешканця становила 39,9 року. На 100 осіб жіночої статі у переписній місцевості припадало 95,2 чоловіків;  на 100 жінок у віці від 18 років та старших — 90,8 чоловіків також старших 18 років.
Середній дохід на одне домашнє господарство  становив 108 947 доларів США (медіана — 104 531), а середній дохід на одну сім'ю — 124 649 доларів (медіана — 127 219). За межею бідності перебувало 4,7 % осіб, у тому числі 3,7 % дітей у віці до 18 років та 9,0 % осіб у віці 65 років та старших.
Цивільне працевлаштоване населення становило 2764 особи. Основні галузі зайнятості: освіта, охорона здоров'я та соціальна допомога — 27,3 %, мистецтво, розваги та відпочинок — 11,8 %, роздрібна торгівля — 10,4 %, інформація — 9,8 %.